# オランダガラシ
オランダガラシ（阿蘭陀芥子・和蘭芥子、学名: Nasturtium officinale）は、水中または湿地に生育するアブラナ科の多年草。クレソン（フランス語:Cresson）またはクレス（cress）ともいう。「葶藶（ていれき）」ともいう。ヨーロッパから中央アジアの原産。辛みがあり、肉料理の付け合わせとしてよく知られる。

## 名称
日本では一般にクレソンと呼ばれていて、標準和名オランダガラシは、外国から渡来したという意味で名付けられている。英名をウォータークレス (Watercress) 、仏名クレッソン (Cresson / Cresson de fontaine) 、伊名クレシオーネ (crescione) 、中国名では豆弁菜（とうべんさい）とよばれている。別名では、オランダミズガラシ、ミズガラシ（水芥子）、セイヨウゼリ（西洋芹）、バンカゼリなどともよばれているが、いずれも同じクレソンである。
学名としてはNasturtium officinale、N. nasturtium-aquaticum、N. aquaticum、Rorippa nasturtium-aquaticum（別属Rorippa に含める場合）が用いられる。
別種のガーデンクレス（学名: Lepidium sativum）は、アブラナ科マメグンバイナズナ属の植物で、和名をコショウソウという。

## 分布・生育地

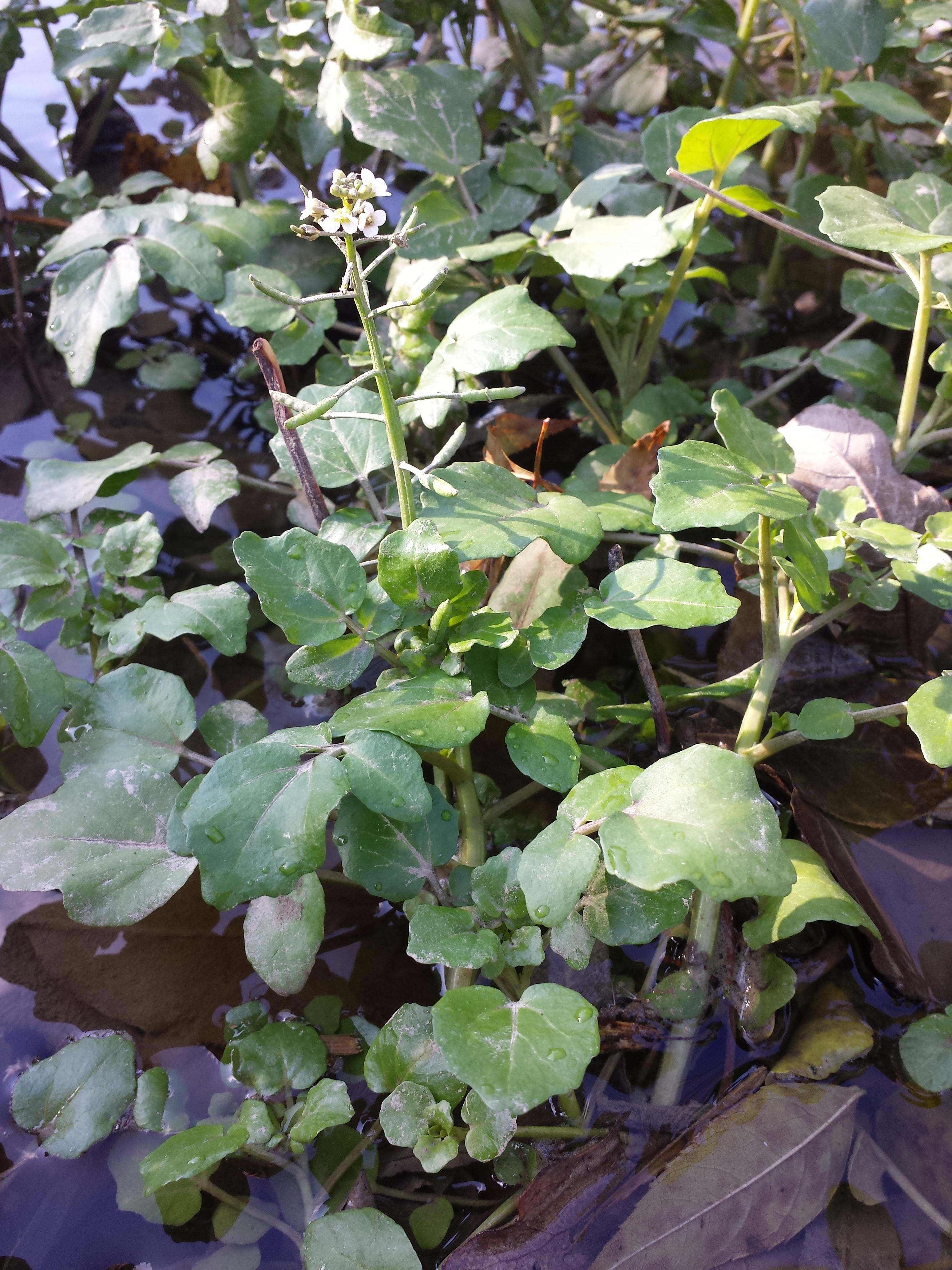
水辺によく自生する

ヨーロッパ・中央アジアの温帯が原産といわれている。北アメリカ、南アメリカ、アジア（日本を含む）、オセアニアに移入分布する。水を好み、各地の遊水池、小川、河原などきれいな水の流れる水辺に群生する。日本には明治3 - 4年ごろに、料理の付け合わせにする西洋野菜として導入されて栽培が始まり、それが野生化して帰化植物となり、平地から山地までの勇水地や小川、河原、しばしば深山の水際などで群生しているのが見られる。
オランダガラシは清流にしか育たないという俗説は誤りで、汚水の中でも生育する。日本でもよく似たコバノオランダガラシ（N. microphyllum またはN. officinale var. microphyllum）とともに川や溝に野生化・雑草化しているのがよく見られる。

## 形態・生態
多年草。多湿を好む抽水植物もしくは沈水植物。繁殖力はきわめて旺盛で、水辺のところに節がある切った茎を置けば容易に発根するうえ、生長が速く、たやすく増殖する。茎はやわらかく、横に這いながら高さ30 - 50センチメートル (cm) くらいになる。円柱状の茎の節から、白い根を出す。葉は奇数羽状複葉で、長楕円形の小さな小葉を3 - 9枚つけ、小葉には縁に鋸歯はなく、上部のものほど大きい。葉は黒っぽい緑色でやわらかく、水面を覆うように茂り、寒い時期は葉が紫紅色になっている。
花期は初夏（5 - 6月ごろ）で、茎の先に白い小花を穂状に咲かせ、花弁は十字状に4枚つく。花後に細長いさや状の果実を結び、中に種子が入る。
- 挿絵
- 花
- 葉
- 果実

## 外来種問題
日本には明治の初めに在留外国人用の野菜としてオランダから導入されたのが最初とされている。外国人宣教師が伝道の際に日本各地に持って歩いた事で広く分布するに至ったと言われている。日本で最初に野生化したのは、東京上野のレストラン精養軒で料理に使われたもので、茎の断片が汚水と共に不忍池に流入し根付いたと伝えられている。現在では各地に自生し、比較的山間の河川の中流域にまで分布を伸ばしており、ごく普通に見ることができる。
爆発的に繁殖することで水域に生育する希少な在来種植物を駆逐する恐れや水路を塞ぐ危険性が指摘されている。日本では外来生物法によって要注意外来生物に指定されており、駆除が行われている地域もある。

## 栽培
日本では品種はないが、イギリスではWater、Water large leaved、Water broad leavedといった品種がある。クレソンと野生種N. microphyllumとの種間雑種のNasturtium x sterileはサラダ用に栽培されている。
半水生なので水耕栽培に向いており、特に弱アルカリ性の水でよく生育する。水辺や湿地で栽培するのが最適であるが、水切れしないように灌水に留意すれば、畑などでも栽培することができる。栽培すると高さ 50 - 120 cm にもなる。耐熱性、耐寒性ともに強く、冷涼な気候を好むが、冷涼な地域で良品を得るにはビニールで保温栽培する方がよい。春から秋にかけて白い小さな花をつけ、種子繁殖できるが、挿し芽でも容易に繁殖できる。種まきから収穫を迎えるまで2か月から2.5か月ほどかかり、挿し芽育成では1.5か月ほどで収穫できるようになる。
既成のクレソンのつる先を15 cmほど摘み取って、栽培場所となる水辺か湿地を代掻きして、50 - 60 cm間隔で植えてつるを伸ばす。少量を育苗する場合は、市販のクレソン茎葉をコップなどの水に挿して発根させ、根が出たら鉢に植え替えて7 - 8 cmに伸びたら定植する。種が入手できる場合で大量育苗を行う場合は、春に種子を育苗箱に筋まき（条まき）して本葉が2枚になったころ、根をつけたまま苗を取り出して育苗ポットに植え替え、草丈7 - 8 cmまで育ててから定植する。できるだけ水辺や保湿性のよい畑を選んで苗を植えつけ、灌水を怠らないように管理する。水耕栽培する場合は、育苗箱を枠を木箱などでつくったビニール水槽に半分沈めて置き栽培する方法もある。つるが伸びてきて、葉色が薄いようであれば、都度少量の追肥を行う。収穫は、つる先のやわらかい部分を摘み取る。
自家栽培は、ベランダなどで水耕栽培、プランターを使用し育てることができる。水没したままの葉は枯れることがあるが、水面より上の部分が健全なら問題ない。食品とする場合、衛生上時々水を換えること。
アオムシやコナガなどに葉をかじられたり、ハダニも付きやすい。花が咲くと虫がつきやすくなる。

## 生産

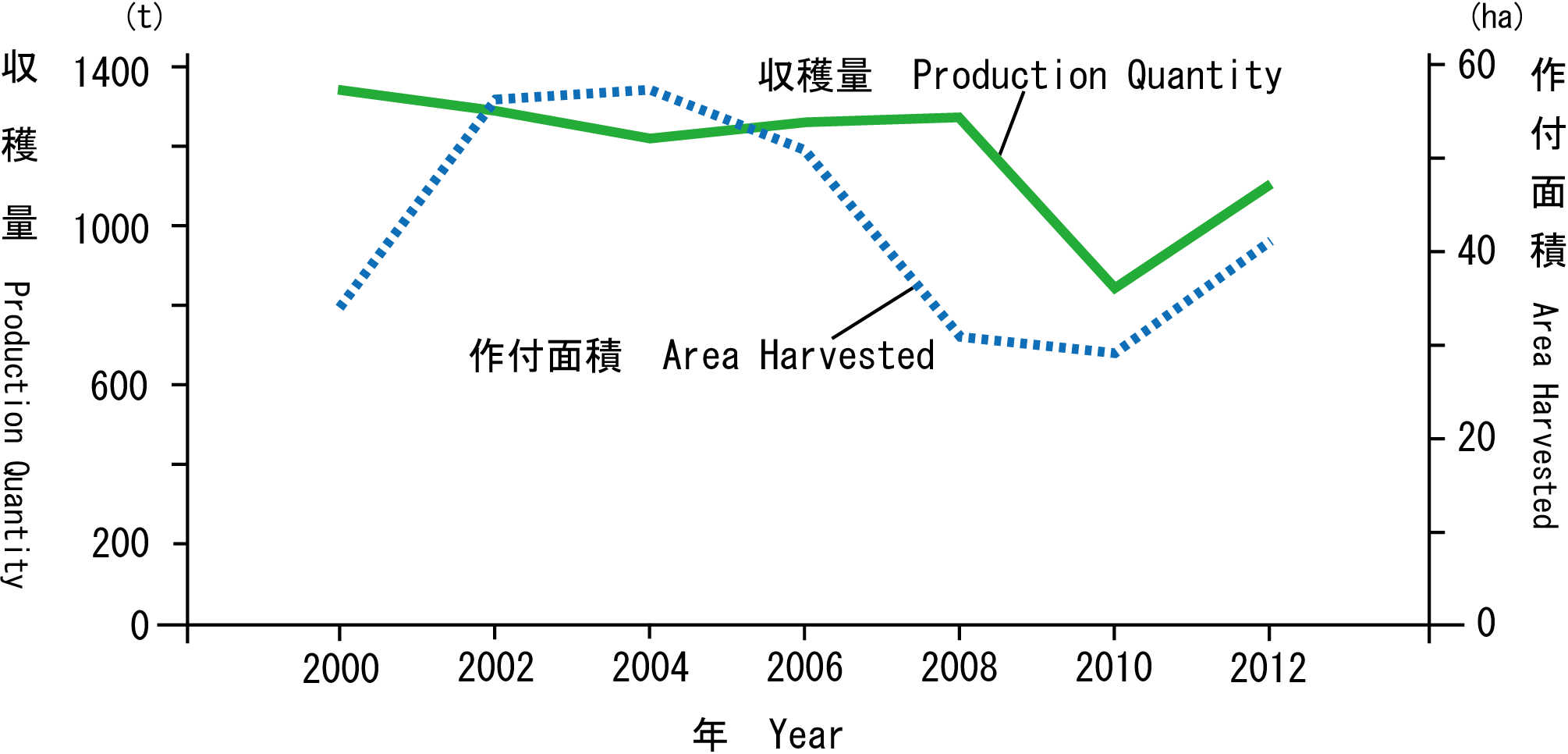
日本のクレソンの収穫量と作付面積の推移（2000-2012年）

日本のクレソンの主産地は、山梨県、愛知県、大分県などである。2012年度の都道府県別の生産量は、山梨県が最も多く、山梨県内のクレソン生産量の76%を占める道志村が出荷量全国第1位である。
クレソン収穫量上位10都道府県（2012年）
| 収穫量順位 | 都道府県 | 収穫量(t) | 作付面積(ha) |
| ---------- | -------- | --------- | ------------ |
| 1          | 山梨県   | 403       | 16           |
| 2          | 栃木県   | 270       | 12           |
| 3          | 沖縄県   | 81        | 2            |
| 4          | 大分県   | 41        | 4            |
| 5          | 和歌山県 | 36        | 2            |
| 6          | 愛知県   | 29        | 1            |
| 7          | 徳島県   | 18        | 0            |
| 8          | 群馬県   | 14        | 2            |
| 9          | 北海道   | 12        | 1            |
| 9          | 神奈川県 | 12        | 1            |
| ―          | 全国計   | 952       | 47           |

## 利用
根以外はほとんど食べられる。自然に野生しているほか、栽培されるものがある。料理の付け合わせにする野菜として利用し、おもに春に採取される。新しい葉が次々と生えてくるので、茎先やわらかい葉を摘めば一年中採取できるが、花の咲く前が最も美味しい時期といわれている。

### 食用
ホウレンソウやルッコラなどと共に香味野菜として、茎先のやわらかい茎と葉を食用にし、生食のほか軽く茹でて利用する。通年安定して流通しているが、野菜としての旬は春（4 - 5月）で、早春のものは特に辛味が効いて、葉の緑色が濃くてひげ根は少なく、茎がしっかり締まっているものが良品とされる。野生化したものは、香りも辛味も強く美味しいと評されている。

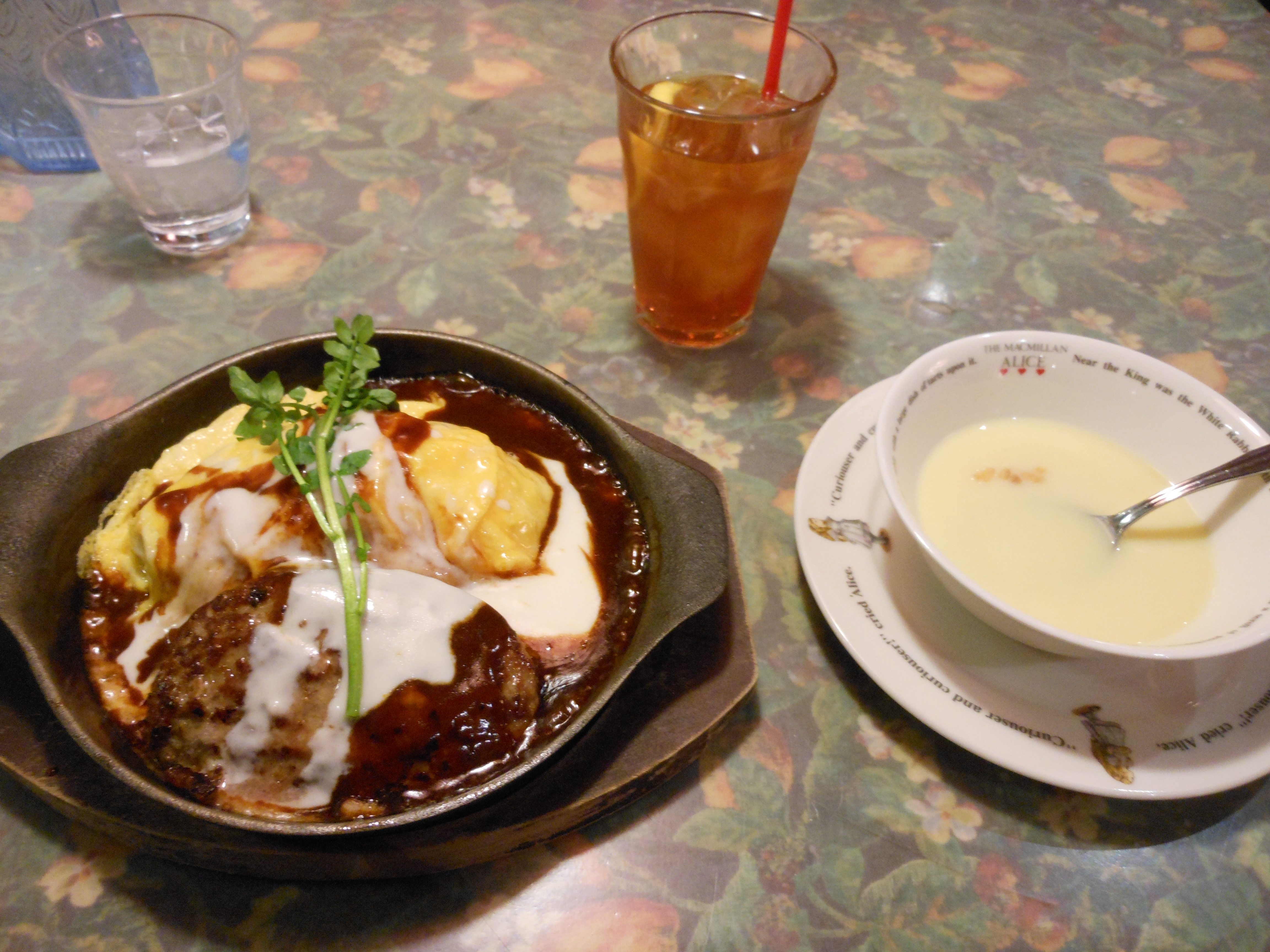
肉料理の付け合わせとして供されているクレソン

生で食べることが多く、よく洗ってからそのままサラダにしたり、ビーフステーキ、ハンバーグ、ローストビーフなどの肉料理の付け合せ、汁の実、即席漬けになど用いられる。また軽く茹でて、おひたし（芥子醤油など）、和え物、煮浸し、油炒め、バター炒め、しゃぶしゃぶ、スープや味噌汁の具、煮物、酢の物、卵とじなどにも利用できる。つぼみや花のついた茎先は、生のまま天ぷらにできる。
最近はスプラウト（種子から出たばかりの芽）としても利用されている。霜にあたったクレソンは、葉が赤黒くなるが味は甘みが増す。イスラエルの過ぎ越しの祭りの料理に使われたとされる。生で食べるとピリッとした辛味がある。この独特の風味と辛味となる成分はシニグリンで、ワサビの辛味と同じものである。シニグリンは酵素の働きによって、アリルイソチオシアネートという物質に変化し、強い殺菌作用と抗酸化作用があるといわれている。
保存するときは、乾燥しないようにポリ袋などに入れて冷蔵庫で冷蔵する。また、水を入れたコップなどに茎葉を挿して、毎日水を取り替えておけば、数日間は新鮮さを保つことができる。長期は塩漬けで保存できる。
なお、人獣共通感染症である肝蛭症を媒介する肝蛭(Fasciola spp.)が中間宿主である貝類から遊離しオランダガラシに付着、洗浄不足の状態で経口摂取・感染することで急性肝蛭症、および慢性肝蛭症を発症する恐れがあるため、自生する本種を採取して喫食する場合はよく火を通して食べることが望ましい
。

### 栄養価
クレソンは緑黄色野菜に分類され、独特な香りとほのかな苦味、ピリッとする辛味がある。β-カロテンを大量に含み、ビタミンC、鉄分、カルシウム、カリウム、葉酸などの栄養素も豊富に含むことから、血液の酸化や貧血予防に役立つ野菜といわれている。
2014年にアメリカ疾病予防管理センター(CDC)が健康に重要とされる栄養素をスコア化し、「栄養素の高い果物と野菜トップ41」を発表した中でクレソンは100点満点を獲得した

### 薬効
全草や種子にはグルコナッスルチンという配糖体が含まれ、加水分解すると辛味成分の元になっているフェニルエチル芥子油に変化する。ほかのアブラナ科植物と同じく、辛味（カラシ油配糖体）のグルコシノレート、イソチオシアネートという物質を含む。この辛味成分は、口内の味覚神経終末を刺激して、唾液や胃液の分泌を促し、食欲増進や消化促進に役立つほか、外用すれば痛みを和らげる作用がある。また、ラットによる動物実験では、日常的な摂食は血圧上昇抑制および脂質代謝改善に有効であるとする報告がある。薬効が認められる一方で、処方医薬品との相互作用が報告されている。

クレソン中の化合物であるフラボノールやmegastigmane glucosideがヒスタミン遊離を顕著に阻害したという研究もある。ラムネチンやラムナジンなどの新規化合物も含まれていることがわかった。

クレソンが持つ薬効は、中国ではカラ咳、気管支喘息のときの咳止めに使われ、ヨーロッパでは食欲増進に古くから使われていた。ブラジルの薬局ではクレソンから作られた咳止めシロップが大衆薬として認知されている。
18歳～65歳の中等度喘息患者48名対象としたランダム化二重盲検プラセボ対照比較試験では1日1,000㎎のクレソンエキスを4週間摂取した結果、クレソン摂取群はプラセボと比較して抗酸化能を高めることで喘息患者の酸化ストレスマーカーを改善すること、炎症マーカーのインターロイキン-1レベルを増加することが示された。

動物試験では、喘息モデルラットにおいて肺の炎症と酸化ストレスを軽減することが報告されている。
民間では、胃もたれ、消化不良、食欲不振の時などに、クレソンの新鮮な茎葉を生のまま、サラダやスープ、料理のつまとして食べるとよいといわれている。歯痛のときの応急措置、肩こり、神経痛、リウマチ、痛風、筋肉痛などのときに、生の茎葉をすり鉢などですり潰して、ガーゼなどの布きれに包んで患部に冷湿布すればよいとされる。
生薬にするときは、全草を用いて天日乾燥してクレソン粉末に調製して、西洋菜干（せいようさいかん）と称している。乾燥品を用いるときは、1日量3 - 5グラムを400 ccの水で煎じて、水性エキスを3回に分けて服用する用法が知られている。またクレソン粉末を水などでそのまま服用する場合もある。

## 文学

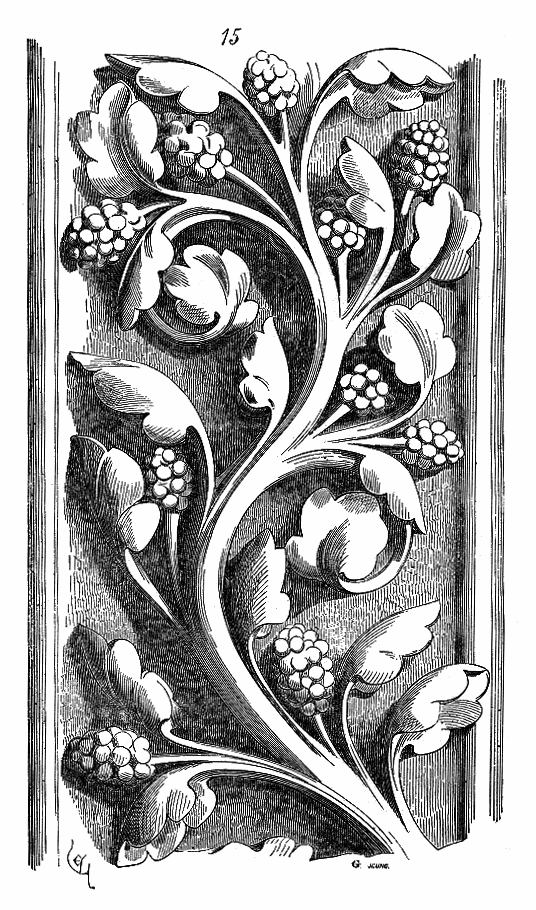
ノートルダム大聖堂のクレソン模様の彫刻

オリヴァー・ゴールドスミスにクレソン採集人の老婆を描いた詩「廃村」The Deserted Villageがある。